# کیلا ستل
کیلا ستل (انگلیسی: Keala Settle؛ زادهٔ ۵ نوامبر ۱۹۷۵) هنرپیشه و خواننده اهل ایالات متحده آمریکا است.
از فیلم‌ها یا برنامه‌های تلویزیونی که وی در آن نقش داشته‌است می‌توان به ریکی و فلش، بزرگ‌ترین شومن اشاره کرد.